# San Pablo (Sucre)
Pour les articles homonymes, voir San Pablo.
San Pablo est l'une des trois paroisses civiles de la municipalité de Sucre dans l'État de Táchira au Venezuela. Sa capitale est San Pablo.